# Julianges
Julianges  (okcitán nyelven Julhanjas) község Franciaország déli részén, Lozère megyében. 2011-ben 74 lakosa volt.

## Fekvése
Julianges az  Margeride-hegység nyugati oldalán fekszik, 1014 méteres  (a községterület 891-1340 méteres) tengerszint feletti magasságban, Le Malzieu-Ville-től 10 km-re északra, Lozère és Cantal megye határán. A Margeride vizeit a Coufeyren-, Ermont- és Villard-patakok (melyek a Julianges-patakban egyesülnek) vezetik le a Truyère-be. Legmagasabb pontja a Pic de la Garde.
Nyugatról Chaulhac, északról Lorcières és Clavières, keletről Paulhac-en-Margeride és Saint-Privat-du-Fau, délről pedig Saint-Léger-du-Malzieu községek határolják.
A községhez tartoznak Le Mazet, La Brugère és Amourettes szórványtelepülések.  Le Malzieu Ville-el (10 km Saint-Légeren keresztül) a D47-es megyei út köti össze.

## Története
A 13. században plébániája Blesle bencés apátságához tartozott (1296-ban említik először). A történelmi Gévaudan (Mercoeur apátság) és Auvergne határán fekvő község az elvándorlás következtében az utóbbi két évszázad során lakosságának 2/3-át elveszítette.

### Demográfia
| Év   | Lakosság |
| ---- | -------- |
| 1793 | 250      |
| 1851 | 275      |
| 1876 | 257      |
| 1901 | 244      |
| 1936 | 207      |

| Év   | Lakosság |
| ---- | -------- |
| 1946 | 185      |
| 1954 | 172      |
| 1962 | 177      |
| 1968 | 170      |

| Év   | Lakosság |
| ---- | -------- |
| 1975 | 142      |
| 1982 | 127      |
| 1990 | 92       |
| 1999 | 71       |
| 2010 | 73       |

## Nevezetességei
- A Saint-Frézal templom román stílusban épült a 13. században. Berendezéséhez tartozik egy értékes Szűz Mária-faszobor (aranyozott, 15. század).
- Számos 18-19. századi tanyaépület maradt fenn a község területén (hagyományos építészet gránitkövekből).
- Amourettes-ben egy 19. századi malom található.

## Híres emberek
- Itt született Pourcher abbé (1831-1915), Gévaudan 19. századi helytörténésze.

## Kapcsolódó szócikk
- Lozère megye községei

## Külső hivatkozások
- Nevezetességek (franciául)
- Nevezetességek (franciául)
- Lozère – Margeride – Aubrac (Numéro special du bulletin Haute-Lozère) 1972, 6. pp.